# Cohors I Thracum Germanica

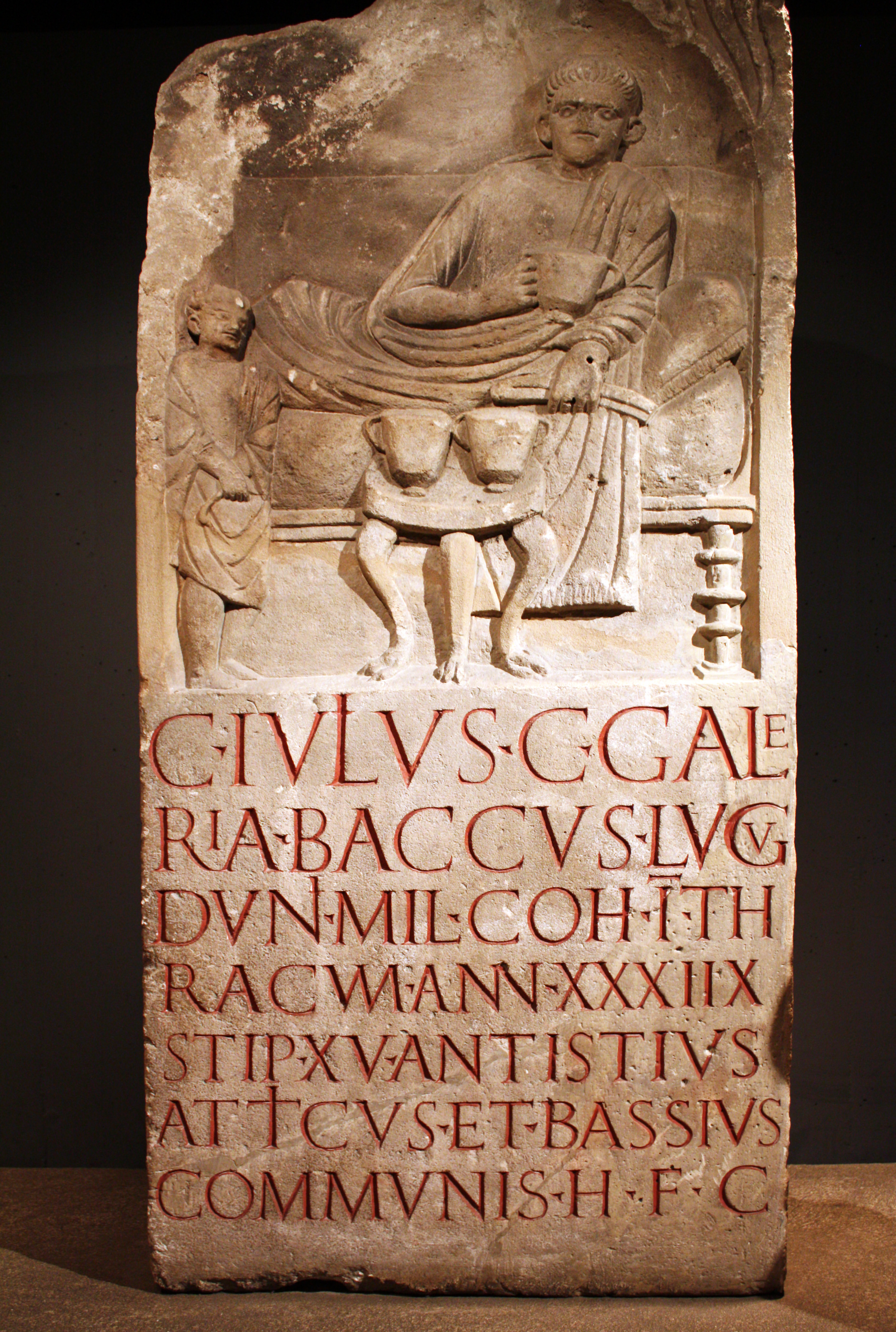
Der Grabstein des Gaius Julius Baccus

Die Cohors I Thracum [Germanica] [civium Romanorum] [Maximiniana] (deutsch 1. Kohorte der Thraker [Germanica] [der römischen Bürger] [die Maximinianische]) war eine römische Auxiliareinheit. Sie ist durch Militärdiplome und Inschriften belegt.

## Namensbestandteile
- Cohors: Die Kohorte war eine Infanterieeinheit der Auxiliartruppen in der römischen Armee.

- I: Die römische Zahl steht für die Ordnungszahl die erste (lateinisch prima). Daher wird der Name dieser Militäreinheit als Cohors prima .. ausgesprochen.

- Thracum: Die Soldaten der Kohorte wurden bei Aufstellung der Einheit aus dem Volk der Thraker auf dem Gebiet der römischen Provinz Thrakien rekrutiert.

- Germanica: aus der Provinz Germania bzw. die Germanische. Der Zusatz kommt in den Militärdiplomen von 148 bis 193 vor.

- civium Romanorum: der römischen Bürger. Den Soldaten der Einheit war das römische Bürgerrecht zu einem bestimmten Zeitpunkt verliehen worden. Für Soldaten, die nach diesem Zeitpunkt in die Einheit aufgenommen wurden, galt dies aber nicht. Sie erhielten das römische Bürgerrecht erst mit ihrem ehrenvollen Abschied (Honesta missio) nach 25 Dienstjahren. Der Zusatz kommt in Diplomen von 116 bis 167 vor.

- Maximiniana: die Maximinianische. Eine Ehrenbezeichnung, die sich auf Maximinus Thrax (235–238) bezieht. Der Zusatz kommt auf einem römischen Meilenstein[1] vor.

Da es keine Hinweise auf die Namenszusätze milliaria (1000 Mann) und equitata (teilberitten) gibt, ist davon auszugehen, dass es sich um eine reine Infanterie-Kohorte, eine Cohors quingenaria peditata, handelt. Die Sollstärke der Einheit lag bei 480 Mann, bestehend aus 6 Centurien mit jeweils 80 Mann.

## Geschichte
Die Kohorte war in den Provinzen Germania, Germania superior und Pannonia inferior stationiert. Sie ist auf Militärdiplomen für die Jahre 65 bis 193 n. Chr. aufgeführt.
Der erste Nachweis der Einheit in Germania beruht auf einem Diplom, das auf 65 datiert ist. In dem Diplom wird die Kohorte als Teil der Truppen aufgeführt (siehe Römische Streitkräfte in Germania), die in der Provinz stationiert waren. Weitere Diplome, die auf 74 bis 129 datiert sind, belegen die Einheit in derselben Provinz (bzw. ab 90 in Germania superior).
Zu einem unbestimmten Zeitpunkt wurde die Kohorte nach Pannonia inferior verlegt. Der erste Nachweis der Einheit in der Provinz beruht auf einem Diplom, das auf 135 datiert ist. In dem Diplom wird die Kohorte als Teil der Truppen aufgeführt (siehe Römische Streitkräfte in Pannonia), die in der Provinz stationiert waren. Weitere Diplome, die auf 143 bis 193 datiert sind, belegen die Einheit in derselben Provinz.
Der letzte Nachweis der Kohorte beruht auf einem römischen Meilenstein, der auf 236/237 datiert wird.

## Standorte
Standorte der Kohorte in Germania waren möglicherweise:
- Engers: Ziegel[6] mit dem Stempel COH I THRAC wurden hier gefunden.

Standorte der Kohorte in Pannonia inferior waren möglicherweise:
- Annamatia (Baracs): Ein römischer Meilenstein[1] wurde hier gefunden.
- Lussonium (Dunakömlőd): eine Inschrift[7] wurde hier gefunden.

## Angehörige der Kohorte
Folgende Angehörige der Kohorte sind bekannt:

### Kommandeure
| - Gaius Turpilius Verecundus: er wird auf zwei Diplomen von 157 als Kommandeur der Kohorte genannt. - L(ucius) Octavius Celer, ein Präfekt (CIL 13, 6213). Er war auch Präfekt der Cohors VII Breucorum. | - P(ublius) Cass[]: er wird auf einem Diplom von 152 (RMD 3, 167) als Kommandeur der Kohorte genannt. |

### Sonstige
| - [?] (CIL 13, 8099) - Antistius Atticus (CIL 13, 8318) - Bassius Communis (CIL 13, 8318) - C(aius) Iulius Baccus, ein Soldat (CIL 13, 8318) - Culsus, ein Fußsoldat: ein Diplom von 157 (RMD 2, 103) wurde für ihn ausgestellt. | - L(ucius) Sep(timius) Tatulus, ein Veteran und ehemaliger Optio (CIL 3, 10299) - L(ucius) Valerius Albinus, ein Centurio (CIL 13, 6286) - Monnus, ein Fußsoldat: ein Diplom von 157 (RMD 2, 102) wurde für ihn ausgestellt. - Ruimus, ein Soldat (CIL 13, 7803) - Sep(timius) Constans, ein Soldat (CIL 3, 10299) |